# Moruloidea darwinii
Moruloidea darwinii är en kräftdjursart som först beskrevs av Cunningham 1871.  Moruloidea darwinii ingår i släktet Moruloidea och familjen klotkräftor. Inga underarter finns listade i Catalogue of Life.